# Melanotis
Genre
Melanotis est un genre de passereaux de la famille des Mimidae. Il se trouve à l'état naturel au Mexique
, et en Amérique centrale.

## Liste des espèces
Selon la classification de référence du Congrès ornithologique international (version 8.1, 2018) :
- Melanotis caerulescens (Swainson, 1827) — Moqueur bleu
  - Melanotis caerulescens caerulescens (Swainson, 1827)
  - Melanotis caerulescens longirostris Nelson, 1898
- Melanotis hypoleucus Hartlaub, 1852 — Moqueur bleu et blanc